# Oreto
L'Oreto è un fiume siciliano che scorre nella Valle dell'Oreto e con un bacino che si estende nei territori dei comuni di Altofonte, Monreale e Palermo. Nel fiume, all'altezza dell'attuale Ponte Corleone, si svolse una battaglia tra cristiani e musulmani.

## L'origine del nome
Sull'origine del nome del fiume sono state fatte numerose ipotesi, ed è documentato da Vibio Sequestre (Orethus) in epoca tardoromana (Contino et. al. 2010). Nel XVI secolo, il Fazello e l'Omodei proposero una derivazione dell'etimo dalla parola greca oros, "montagna": il significato sarebbe dunque legato alle sue origini sulle montagne che cingono Palermo.
Un'altra ipotesi fa riferimento al culto pagano di un dio Oreto, che nel fiume avrebbe avuto la propria dimora.
Certamente sbagliata è invece l'interpretazione che vuole l'origine del nome legata alla vicina Chiesa della Madonna dell'Oreto: è probabile piuttosto il contrario, e cioè che il nome della chiesa, originariamente dedicata alla Madonna di Loreto, fu successivamente storpiato. Inoltre ancora oggi accanto al fiume vi è il Santuario di Maria Santissima del Carmelo, antica parrocchia situata tra la via dei decollati, e via Bergamo.
Come hanno recentemente evidenziato Contino et al., 2010, l'idronimo tardolatino Orethus fu probabilmente riportato in auge solo dopo che Boccaccio si ispirò all'opera di Vibius Sequester, mentre è certo, che durante la dominazione araba in Sicilia (827-1091) il fiume era chiamato 'Abbâs, corrottosi, durante la dominazione normanno-sveva in Haved 'Abbâs. Ibn Hawqal, nel suo Viaggio in Sicilia, verosimilmente redatto nel 973, riferisce di un fiume Wâdî al-'Abbâs. Il fiume fu dunque ribattezzato Oreto in epoca posteriore, probabilmente fra il XII e il XIV secolo.
Con il nome del fiume è stato intitolato un brigantino, l'Oreto, che fu il primo veliero Siciliano ad attraversare l'Oceano Atlantico nel 1818.

## Caratteristiche e portata
Lungo circa 20 chilometri, ha la sorgente a sud di Palermo, nella cosiddetta Conca d'Oro, lungo la dorsale del Monte Matassaro Renna; da qui in poi scorre verso la periferia sud del capoluogo siciliano per andare a sfociare nel Mar Tirreno. La foce è visibile dal ponte del lungomare Sant'Erasmo.
Corso d'acqua a carattere torrentizio, anche nei mesi più caldi conserva un deflusso sufficiente per la presenza di molte sorgive lungo il proprio corso e per la ricchezza della falda che lo alimenta: nel 1997, ultimo dato disponibile, la portata media mensile del fiume ha oscillato fra un massimo di 1,87 metri cubi al secondo (registrato in gennaio) e un minimo di 0,116 metri cubi al secondo (registrato in agosto). Dal 1980 al 1997, la portata massima si è registrata nel gennaio del 1981 (5,876) e la minima nell'agosto del 1993 (0.031). L'Oreto riceve acqua da tre affluenti principali, il Torrente dei Greci, il Vallone Piano di Maglio e il Vallone della Monaca. Tra le sorgenti principali, Api, Alloro a Vigna d'Api, Villa Renda, Santa Maria e Fontana del Lupo.

### Nel passato
Sono stati trovati fossili con pesci che mostrano l'ampiezza del letto del fiume che, in passato, è stato navigabile, tanto che all'altezza dell'attuale Ponte Corleone, si svolse una battaglia tra cristiani e musulmani.

## Il bacino del fiume Oreto
La splendida vallata creata dal fiume è lodevolmente descritta nei versi della Silva "De pulcherrima Altifontis vicinia, locorumque adjacentium situ amoenissimo" realizzata nel 1841 dal canonico e latinista Nicolò Di Carlo.
Il bacino del fiume si estende per circa 129 chilometri quadrati, dal Monte Gibilmesi fino alla foce, nella zona di Sant'Erasmo, a Palermo. Il bacino, secondo l'ultimo piano regolatore approvato dal Comune di Palermo, dovrà diventare un'area protetta: ma fino ad agosto del 2006 l'area era ancora particolarmente inquinata, per la presenza di numerosi scarichi fognari abusivi e di alcune discariche abusive . Più volte nel corso degli anni i comuni attraversati dal fiume hanno portato avanti campagne per la pulizia dell'area e del fiume per trasformarlo in riserva naturale. Attualmente sono state poste migliaia di bandiere decorate a mano presso la circonvallazione di Palermo per sensibilizzare l'opinione pubblica verso il fiume.

## Ponti sull'Oreto
Lungo il corso del fiume si trovano numerosi ponti, realizzati a partire dal XII secolo.